# 1553 Bauersfelda
1553 Bauersfelda este un asteroid din centura principală, descoperit pe 13 ianuarie 1940, de Karl Reinmuth.